# Горловина станції

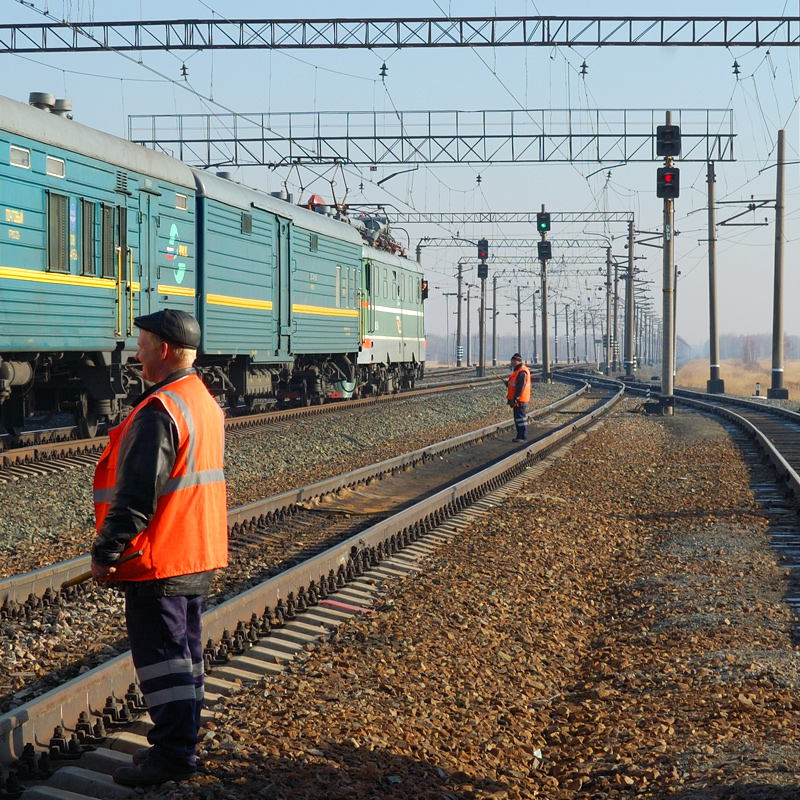
Електровоз ЧС2 рушить уздовж непарної горловини ст. Кабакли Західно-Сибирської залізниці за сигналом Ч2

Горлови́на ста́нції — крайня частина залізничної станції, де відбувається розгалуження колії (колій) перегону в колії станції, тобто збільшення кількості колій.
Свою назву отримала через схожість на горловину пляшки. Горловина, через яку на станцію прибувають парні (рос. чётные) поїзди, що прямують на північ і схід, називається парною, через яку прибувають непарні (рос. нечётные) — непарною (на південь і захід). На ручних стрілках у кожній горловині, зазвичай знаходиться стрілочний пост, працівник якого (черговий стрілочного поста) за командами чергового станції переводить стрілки, при електроцентралізації (ЕЦ) стрілки управляються дистанційно.
У горловинах станцій розміщуються вихідні сигнали (світлофори, на деяких станціях збереглися старі діючі семафори), на залізницях країн СНД (колишнього СРСР) мають нумерацію, що складається із літери, яка означає парність поїздів, що відправляються по коліям та номери колій. Наприклад, вихідний світлофор Ч5 — парний вихідний з 5-ї колії, розміщується в непарній горловині, оскільки непарні поїзди, що прибувають через неї, а парні відправляються.